# Statistieken Wereldkampioenschap handbal vrouwen 2019
Op deze pagina staan de statistieken met betrekking tot het Wereldkampioenschap handbal vrouwen 2019 in Japan. Het toernooi vond plaats van 30 november tot en met 15 december 2019.

## Statistieken

### Topscorers
| Rang | Naam                 | Goals | Schoten | %  |
| ---- | -------------------- | ----- | ------- | -- |
| 1    | Lois Abbingh         | 71    | 114     | 62 |
| 2    | Ryu Eun-hee          | 69    | 114     | 61 |
| 3    | Tjaša Stanko         | 62    | 98      | 63 |
| 4    | Alexandrina Cabral   | 60    | 95      | 63 |
| 5    | Estavana Polman      | 58    | 107     | 54 |
| 5    | Jovanka Radičević    | 58    | 82      | 71 |
| 7    | Stine Bredal Oftedal | 51    | 82      | 62 |
| 8    | Cristina Neagu       | 49    | 82      | 60 |
| 9    | Jaroslava Frolova    | 48    | 69      | 70 |
| 10   | Sally Potocki        | 47    | 100     | 47 |

### Topscorers veldgoals
| Rang | Naam               | Goals | Schoten | %  |
| ---- | ------------------ | ----- | ------- | -- |
| 1    | Ryu Eun-hee        | 64    | 105     | 61 |
| 2    | Tjaša Stanko       | 56    | 89      | 63 |
| 3    | Estavana Polman    | 56    | 103     | 54 |
| 4    | Lois Abbingh       | 42    | 82      | 51 |
| 4    | Anna Vyakhireva    | 42    | 69      | 61 |
| 6    | Alexandrina Cabral | 41    | 71      | 58 |
| 6    | Linn Blohm         | 41    | 49      | 84 |
| 6    | Juliia Managarova  | 41    | 51      | 80 |
| 9    | Jovanka Radičević  | 39    | 61      | 64 |
| 10   | Ana Gros           | 38    | 78      | 49 |

### Topkeepers
| Rang | Naam              | %  | Reddingen | Schoten |
| ---- | ----------------- | -- | --------- | ------- |
| 1    | Catherine Gabriel | 42 | 34        | 81      |
| 2    | Viktoria Kalinina | 39 | 42        | 107     |
| 2    | Sandra Toft       | 39 | 90        | 229     |
| 4    | Hatadou Sako      | 37 | 85        | 228     |
| 5    | Dinah Eckerle     | 36 | 103       | 290     |
| 6    | Blanka Bíró       | 35 | 43        | 123     |
| 6    | Amandine Leynaud  | 35 | 46        | 133     |
| 6    | Silje Solberg     | 35 | 113       | 321     |
| 9    | Bárbara Arenhart  | 34 | 49        | 146     |
| 9    | Filippa Idéhn     | 34 | 88        | 256     |

### Top-assists
| Rang | Naam                 | Assists | Wed |
| ---- | -------------------- | ------- | --- |
| 1    | Anna Vjachireva      | 62      | 10  |
| 2    | Milena Raičević      | 51      | 9   |
| 3    | Stine Bredal Oftedal | 47      | 10  |
| 4    | Estavana Polman      | 43      | 10  |
| 5    | Emilie Hegh Arntzen  | 40      | 10  |
| 5    | Yui Sunami           | 40      | 8   |
| 7    | Kristina Liščević    | 37      | 9   |
| 8    | Alexandrina Cabral   | 33      | 10  |
| 9    | Jelena Lavko         | 31      | 9   |
| 9    | Ryu Eun-hee          | 31      | 8   |

### Steals
| Rang | Naam                       | Steals | Wed |
| ---- | -------------------------- | ------ | --- |
| 1    | Olivia Mellegard           | 11     | 9   |
| 2    | Ainhoa Hernandez Serrador  | 10     | 10  |
| 2    | Zsuzsanna Tomori           | 10     | 7   |
| 4    | Alexandrina Cabral Barbosa | 9      | 10  |
| 4    | Joelia Managarova          | 9      | 10  |
| 4    | Tjasa Stanko               | 9      | 7   |
| 7    | Linn Blohm                 | 8      | 9   |
| 7    | Dragana Cvijić             | 8      | 9   |
| 7    | Camilla Herrem             | 8      | 10  |
| 7    | Elke Karsten               | 8      | 7   |
| 7    | Majda Mehmedovic           | 8      | 9   |
| 7    | Sladana Pop-Lazic          | 8      | 9   |
| 7    | Anna Vjachireva            | 8      | 10  |

### Geblokte schoten
| Rang | Naam               | Blokken | Wed |
| ---- | ------------------ | ------- | --- |
| 1    | Anna Sen           | 18      | 10  |
| 2    | Kari Brattset Dale | 15      | 10  |
| 3    | Dragana Cvijić     | 13      | 9   |
| 3    | Kelly Dulfer       | 13      | 10  |
| 4    | Line Haugsted      | 10      | 8   |
| 4    | Albertina Kassoma  | 10      | 7   |
| 4    | Liliana Venancio   | 10      | 7   |
| 8    | Tamires Araujo     | 9       | 7   |
| 8    | Durdina Jaukovic   | 9       | 9   |